# Katherine Spillar
Katherine Spillar est une militante féministe américaine, cofondatrice et vice-présidente de la Feminist Majority Foundation (FMF) et Feminist Majority. Depuis 2005, elle est la rédactrice en chef de Ms. Magazine, titre de presse féministe et libéral américain, fondé par Dorothy Pitman Hughes et Gloria Steinem,.

## Biographie
Katherine Spillar est une diplômée magna cum laude de la Texas Christian University. Elle est titulaire d'une maîtrise interdisciplinaire en économie et en études urbaines de l'Université Trinity. 
Avant de devenir une militante active dans le domaine des droits des femmes, elle travaille comme directrice de la recherche en politiques publiques et de l'économie pour une association professionnelle nationale. Elle s’adresse alors à divers publics sur un large éventail de sujets féministes nationaux et internationaux et apparaît fréquemment à la télévision et à la radio.

## Activisme politique

### National Organization for Women
Pendant quatre mandats, Katherine Spillar œuvre comme présidente du chapitre de Los Angeles de la National Organization for Women (NOW).
Elle est une experte reconnue en matière des violences pratiquées par les mouvements anti-avortement aux États-Unis. Au nom de la Feminist Majority Foundation, elle dirige les activités de recherche et d'éducation du grand public, les relations avec les forces de l'ordre, ainsi que l'organisation locale dans 26 États, afin de garder les cliniques ouvertes face à la violence extrémiste. Elle joue un rôle clé dans la jurisprudence historique de la Cour Suprême de 1994 pour le cas Madsen c. Women's Health Centre. Cette décision vise à la mise en place de zones sécurisées autour des cliniques pratiquant l'avortement, afin de protéger le personnel hospitalier et les patientes. L’objectif est ainsi d’accroître les moyens de la Fondation pour arrêter les extrémistes violents et les traduire en justice.

### Feminist Majority Foundation
Katherine Spillar est vice-présidente exécutive de Feminist Majority Foundation (FMF). L’organisme vise à garantir les droits des femmes, et intègre notamment la campagne pour stopper l'Apartheid lié au genre en Afghanistan, le National Clinic Access Project, le National Center for Women & Policing et la campagne Never Go Back. 
La fondation s'adresse à divers publics sur un large éventail de sujets féministes et oriente les efforts de la Feminist Majority sur la côte ouest pour inspirer plus de femmes féministes à se porter candidates aux fonctions politiques et à la campagne de parité au sein des différentes administrations et organisations. 
En 1992, sous la direction de Katherine Spillar et Dolores Huerta, la Feminist Majority Foundation lance la campagne Feminization of Power, pour motiver davantage de femmes à se présenter aux élections politiques.
En 2016, elle participe au documentaire The Red Pill de Cassie Jaye. Le film s’intéresse au mouvement des droits des hommes,.

### Ms. Magazine
En 2005, Katherine Spillar est nommée rédactrice en chef de Ms. Magazine. Les rapports d’enquête témoignent d’une hausse des ventes sous sa direction. Elle encourage la publication de davantage de reportages de terrain dénonçant ainsi la prostitution forcée ou les avortements contraints dans le territoire américain des îles Mariannes du Nord,.